# Dukmasov
Dukmasov (del ruso: Дукмасов) es un jútor del raión de Shovguénovski en la república de Adiguesia de Rusia. Está situado a orillas del río Giagá, 25 km al oeste y 47 km al norte de Maikop, la capital de la república. Tenía 520 habitantes en 2010.
Es centro administrativo del municipio Dukmasovskoye, al que pertenecen asimismo Kasatkin, Mokronazárov, Mamatsev, Órejov, Pentiujov, Pikalin, Tíjonov y Chikalov.